# Refuerzo de la seguridad

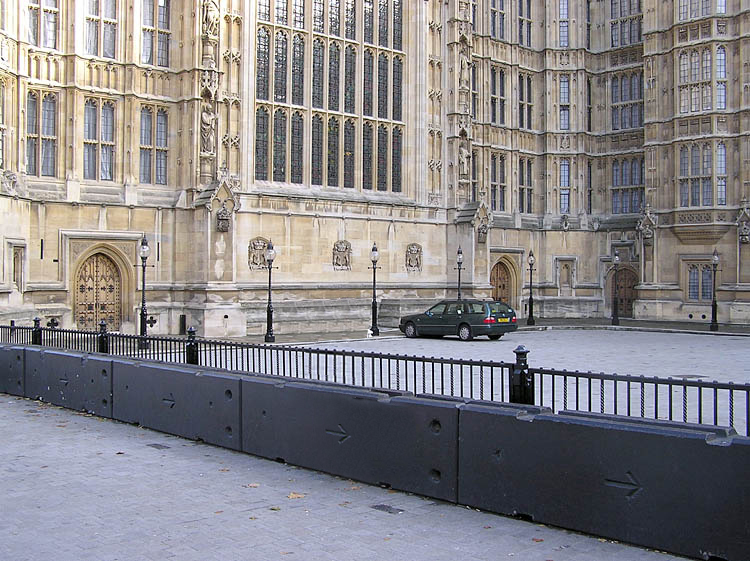
Medidas de seguridad tomadas para proteger el Parlamento británico en Londres, Reino Unido. Esta barrera contra posibles vehículos hostiles es una forma común de refuerzo de la seguridad y está diseñada para impedir que un vehículo se empotre en el edificio o embista a los peatones de las aceras cercanas. También aleja del edificio el punto de detonación de un posible vehículo bomba, reduciendo así los daños potenciales.

El refuerzo de la seguridad pasiva, traducción no literal de la expresión en inglés target hardening (que se traduciría literalmente como endurecimiento de objetivos y que también se traduce como fortalecimiento del objetivo o reforzamiento de la seguridad de la víctima) es un término utilizado por la policía, el ejército y especialistas en seguridad para referirse a cambios en la disposición de elementos físicos, o instalación de nuevos elementos, para mejorar la seguridad de un edificio o instalación, tanto ante un atentado como ante un robo.  Se cree que una «defensa fuerte y visible disuadirá o retrasará un ataque».
En términos empresariales y de seguridad en el hogar, el refuerzo de la seguridad pasiva es una de las medidas protectoras presente en el conjunto de Prevención de la delincuencia mediante el urbanismo.  Este refuerzo puede suponer: a) que todas las  puertas y ventanas sean de material y anclajes resistentes a intrusiones subrepticias; b) la adición de barreras que soporten choques intencionados de vehículos; c) poner obstáculos a la intrusión de personas a pie; y d) poner vallas, muros y plantas espinosas. Todo lo cual puede complementarse muy favorablemente cortando o podando cualesquiera árboles o arbustos que puedan servir de escondrijo o permitan escalar los muros o paredes del recinto. Sin embargo, para un negocio, llevar demasiado lejos el refuerzo de la seguridad puede dar a sus clientes potenciales una impresión equivocada.
En términos militares o antiterroristas, el refuerzo de la seguridad pasiva se refiere a incrementar la protección pasiva de instalaciones estratégicas o tácticas contra los posibles ataques de los adversarios.
Otros términos más específicos asociados con el refuerzo de la seguridad pasiva son protección ante vehículos hostiles (hostile vehicle mitigation) y protección ante posibles explosiones (blast hardening).
La seguridad pasiva o estática es la conseguida a través de elementos inertes (vallas, rejas, barreras, candados) mientras que la activa o dinámica se logra a través de vigilantes, cámaras, detectores o alarmas.

## Para saber más
- Refuerzo de la seguridad en el metro de Nueva York
- La trampa del refuerzo de la seguridad

- Datos: Q17141870